# Mezőkeresztesi autóbusz-baleset
A mezőkeresztesi autóbusz-baleset közúti baleset 2016. december 17-én éjjel, éjfél előtt történt Mezőkeresztes külterületén, az M3-as autópálya 133. kilométerszelvényénél a Mezőkövesd és Mezőkeresztes közötti útszakaszon. A debreceni Grand Tours 2000 Kft. utazási iroda Miskolc felé tartó emeletes autóbuszának vezetője egy a buszt megelőző, majd megpördülő személygépjárművet akart kikerülni, ám a busz felborult. A balesetben 3 fő a helyszínen életét vesztette, tízen súlyosan megsérültek, további 21 fő könnyebb sérüléseket szenvedett. Egy fő a kórházba szállítást követően vesztette életét. Napokkal később egy 41 éves koponyasérült nő hunyt el a miskolci kórházban, akit korábban az egri Markhot Ferenc Kórházban kezeltek a balesetet követően. A balesetben öt fő vesztette életét.
A rendőrség az autópálya mindkét oldalát lezárta a sérültek ellátása, a helyszínelés és a roncsok, törmelékek eltakarítása idejére. Az autópályát másnap délelőtt 10:55-kor nyitották meg egy forgalmi sávon a járműforgalom előtt, az autópálya teljes szélességében csak később állt helyre a forgalom.

## A baleset okai
A baleset oka az autóbuszt üzemeltető utazási iroda tulajdonosának előzetes információi alapján az lehetett, hogy az emeletes turistabuszt egy személyautó megelőzte, majd a manőver végén a busz elé visszatérő jármű megpördült. Az autóbusz vezetője megpróbálta elkerülni vele az ütközést, a busz azonban megcsúszott a jeges úttesten és az oldalára borult a manőver következtében. A balesetet követően további járművek ütköztek a roncsoknak. Kilenc személygépkocsi és két mikrobusz ráfutásos balesetet szenvedett. A tömegkarambolban magyar, román és ukrán rendszámú gépjárművek voltak érintettek. Az emeletes autóbuszon utazó 82 fő a bécsi adventi vásárról tartott hazafelé.
Lovas Károly a Magyar Autóklub járműbizottsági szakértője szerint ’’nagy tömegű jármű megcsúszásánál a nagy súly miatt nehezebb megfogni a buszt’’ (nagyobb a jármű tehetetlensége, ezért nagyobb fékerő és jobb tapadási együttható szükséges a jármű megfékezéséhez), valamint az, hogy ezen jármű emeletes volt, ami ’’ha már megcsúszott, és megakad a kereke, könnyebben borul föl.’’ A magasabb járműveknek általában magasabban van a súlypontjuk, amely miatt könnyebben felborulnak oldalirányú erők felszabadulásakor.
Az Autóklub járműbizottsági szakértője szerint ’’ilyenkor a rutin és a vezetési tudás rengeteget jelent..., hogy a sofőr időben el tudja-e dönteni például, hogy merre kerüljön. Ha a manőver elindult és emiatt kibillent a busz, és megszűnik a kerekek tapadása, onnantól tehetetlen (a sofőr), amíg nem jön vissza a tapadás, vagy meg nem áll a csúszásban.’’
Az utazási iroda tájékoztatása szerint az autóbuszt vezető sofőr több évtizedes vezetési tapasztalattal rendelkezik.

## Sérültek, áldozatok
A Magyar Távirati Iroda tájékoztatása szerint a balesetben egy 12 éves debreceni fiú, egy 22 éves harsányi nő és egy 44 éves debreceni férfi vesztette életét. Az utazási iroda autóbuszának vezetője könnyebb sérüléseket szenvedett. A baleset miatt elhunyt három személyen kívül az első információk alapján hat, majd később 10 főre pontosították a súlyos sérüléseket szenvedett személyek számát, míg további 21 fő könnyebb sérüléseket szenvedett. A kórházba szállítást követően egy középkorú nőnek nem sikerült megmenteni az életét, ő a baleset negyedik áldozata. Néhány nappal később egy 41 éves koponyasérült nő hunyt el a miskolci kórházban, akit korábban az egri Markhot Ferenc Kórházban kezeltek a balesetet követően. A balesetben öt fő vesztette életét.
A legsúlyosabb sérülteket, illetve a sérültek nagy részét a Borsod-Abaúj-Zemplén Megyei Kórház és Egyetemi Oktató Kórházba szállították, míg a többi sérültet egri és debreceni kórházakba szállították az Országos Mentőszolgálat 14 mentőkocsijával. A miskolci kórházba szállított 19 sérült közül két főt megműtöttek, kettő fő életveszélyes állapotban, 4 fő állapota súlyos, öt főt fekvőbetegként kezelnek, míg négy fő az ambuláns ellátást követően elhagyhatta a kórházat.
A debreceni Kenézy kórházba 11 sérültet szállítottak, közülük három súlyos sérült további műtétekre szorul, nyolc fő azonban elhagyhatta a kórházat.

## Reakciók
A debreceni utazási iroda a balesetben sérülést nem szenvedett utasaiért pótlóbuszt indított, amely másfél óra alatt a helyszínre ért. A balesetben elhunyt, illetve súlyos személyi sérülést szenvedett utasok számára a társaság  kártérítési előleget ajánlott fel.